# Alan Mario Sant
Alan Mario Sant (16 agosto 1980) è un arbitro di calcio maltese.

## Carriera
Originario di Malta, inizia ad arbitrare a 16 anni, arrivando in Premier League Malti, massima serie maltese nel 2004, a 24 anni.
Nel 2010 diventa internazionale e il 30 giugno arbitra la sua prima gara nelle coppe europee, l'andata del 1º turno di qualificazione di Champions League a Serravalle tra i sammarinesi del Tre Fiori e i montenegrini del Rudar Pljevlja.
Il 21 agosto dello stesso anno dirige la Supercoppa di Malta a Birchircara tra i padroni di casa del Birkirkara e il Valletta, che vincerà 3-2 ai supplementari.
Il 30 giugno 2011 arbitra la prima in Europa League, l'andata del 1º turno di qualificazione in Estonia tra il Trans Narva e i macedoni del Rabotnički, vittoriosi per 4-1.
A maggio 2012 viene designato per l'Europeo Under-17 in Slovenia.
Il 5 marzo 2014 dirige la prima tra nazionali, l'amichevole di Andorra la Vella tra Andorra e Moldavia, vinta dagli ospiti per 3-0.
A maggio 2015 viene scelto ancora per l'Europeo Under-17, stavolta in Bulgaria.
Il 3 settembre 2017 arbitra la prima ufficiale tra nazionali, il successo per 1-0 delle Fær Øer su Andorra a Tórshavn nelle qualificazioni al Mondiale di Russia 2018.
Ha diretto anche una gara a testa nei campionati gallese, irlandese, lettone e lussemburghese.